# Sigrid Nikutta

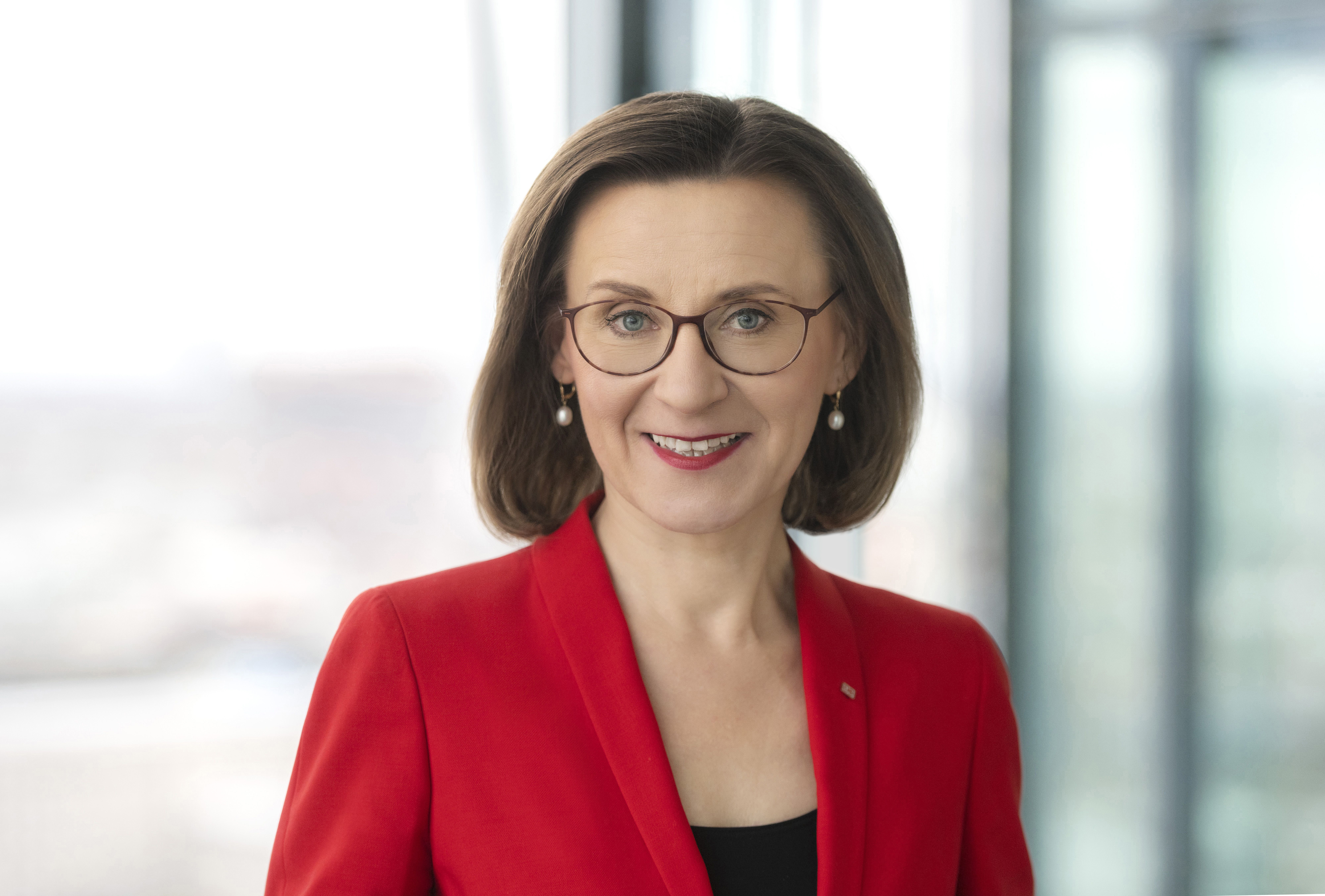
Sigrid Nikutta (2020)

Sigrid Evelyn Nikutta (geboren 1. April 1969 in Szczytno, Polen) ist eine deutsche Managerin. Als Mitglied des Vorstands der Deutschen Bahn AG in Berlin verantwortet sie seit Januar 2020 das Ressort Güterverkehr und ist Vorstandsvorsitzende der DB Cargo AG in Mainz. Zuvor war sie seit Oktober 2010 Vorstandsvorsitzende der Berliner Verkehrsbetriebe (BVG) und die erste Frau an der Spitze dieses Unternehmens.

## Leben
Acht Wochen nach ihrer Geburt zogen Nikuttas Eltern von Polen nach Herford. Sigrid Nikutta wuchs im ostwestfälischen Enger auf. Sie studierte Psychologie mit dem Schwerpunkt Arbeits-, Betriebs- und Organisationspsychologie und dem Nebenfach Pädagogik an der Universität Bielefeld und wurde 2009 an der LMU München mit der Dissertation Mit 60 im Management - Vorstand oder altes Eisen? Eine qualitative Untersuchung zur Selbsteinschätzung von Führungskräften im obersten Management in Psychologie promoviert.
Sigrid Nikutta ist verheiratet, hat zwei Söhne und drei Töchter. Sie lebt in Berlin-Biesdorf. Ihr Bruder ist der Manager Jörg Nikutta.

## Wirken
Ab 1993 arbeitete Nikutta im Management eines mittelständischen Unternehmens in Bielefeld, bevor sie 1996 zur Deutschen Bahn wechselte. Zunächst leitete sie ein Bildungszentrum in Dresden und bekleidete fortan zahlreiche Leitungsfunktionen im Bildungsbereich. 2001 wurde sie Personalleiterin bei DB Cargo, im Schienengüterverkehrsbereich der Bahn. Sie übernahm die Leitung der Produktion und wurde Sprecherin der Geschäftsführung des Transportbereichs Ganzzugverkehr in Mainz. In ihrer letzten Funktion war sie Vorstand Produktion beim polnischen Schenker-Tochterunternehmen DB Cargo Polska (damals DB Schenker Rail Polska) in Zabrze.

### Berliner Verkehrsbetriebe
Im Mai 2010 wurde sie vom Aufsichtsrat der Berliner Verkehrsbetriebe (BVG) zur Vorstandsvorsitzenden und Vorstand Betrieb gewählt und trat das Amt zum 1. Oktober an. Zum 1. Januar 2013 wurde ihr Vertrag vorzeitig um weitere fünf Jahre verlängert. Im Dezember 2017 entschied der Aufsichtsrat eine weitere Vertragsverlängerung um fünf Jahre. Seit August 2011 war Nikutta auch Aufsichtsratsvorsitzende der BT Berlin Transport, einer hundertprozentigen Tochter der BVG.
Unter ihrer Führung erwirtschaftete die BVG erstmals seit Jahrzehnten positive Betriebsergebnisse; zu verdanken hat die BVG die ausgewiesenen Überschüsse vor allem den Zuwendungen aus der Landeskasse. Im entsprechenden Jahr waren es rund 443 Millionen Euro. Seit ihrem Amtsantritt stieg die Zahl der Fahrgastfahrten von 922 Mio. auf über 1,1 Mrd. Fahrten. Die Zahl der Beschäftigten stieg im selben Zeitraum von 10.140 auf 14.700, während sich die Zahl der Fahrtausfälle erhöhte. Zwischenzeitlich musste auch der Fahrplan ausgedünnt werden. Verkehrsforscher kritisieren die Anschaffungspolitik des Berliner Senats, gegen die Nikutta nicht mit der nötigen Energie vorgegangen sei. Beschäftigte warfen ihr zudem eine undurchschaubare Personalpolitik vor.
2019 wurde der BVG-Vorstand umgestaltet. Nikutta übernahm zusätzlich zum Vorstandsvorsitz die Bereiche Finanzen, Digitalisierung und Vertrieb, und gab im Gegenzug den Bereich Betrieb an den neu bestellten Vorstand Rolf Erfurt ab. Im selben Jahr wurde Nikutta zur stellvertretenden Aufsichtsratsvorsitzenden der Vossloh AG gewählt. Dieses Mandat sowie das Mandat der Vorsitzenden des Aufsichtsrats des Instituts für Bahntechnik (IFB) gab sie zu ihrem Wechsel zur DB ab.
Nachfolgerin Nikuttas als BVG-Vorstandsvorsitzende wurde zum 1. Oktober 2020 Eva Kreienkamp.

### Güterverkehrsvorstand der DB
Nikutta wurde am 8. November 2019, mit Wirkung zum 1. Januar 2020, in den Vorstand der Deutschen Bahn berufen. Sie übernahm dort das neue Ressort Güterverkehr sowie den Vorstandsvorsitz der DB Cargo AG. Eine Berufung Nikuttas in den Vorstand der Deutschen Bahn war zuvor über mehrere Jahre erwogen worden. Sie scheiterte laut Aufsichtsratskreisen am Widerstand von Richard Lutz und Ronald Pofalla. Die Entscheidung über ihre Berufung geht maßgeblich auf den damaligen Bundesverkehrsminister Andreas Scheuer zurück.
Seit 2022 ist Nikutta Mitglied des Aufsichtsrates der Knorr-Bremse AG.

### Mitgliedschaften
Sigrid Nikutta ist seit 2021 ehrenamtliche Kuratoriumsvorsitzende des Deutschen Instituts für Wirtschaftsforschung (DIW) und wurde 2024 für eine weitere vierjährige Amtszeit bis 2029 wiedergewählt. Außerdem ist sie stellvertretende Vorsitzende des Senats des Deutschen Zentrums für Luft- und Raumfahrt (DLR) und Mitglied im Präsidium des Vereins Berliner Kaufleute und Industrieller (VBKI). Ferner ist sie seit dem 11. Mai 2023 Vorsitzende des Kuratoriums der Stiftung Ernst-Reuter-Archiv und sitzt im Hochschulrat der Uni Bielefeld. Nikutta ist Mitglied der Beiräte der Deutschen Bank Ost und der DEVK Versicherungen.
Im Mai 2023 kam sie in den Vorstand des Verbands Deutscher Verkehrsunternehmen e. V. (VDV) und folgte hier Berthold Huber nach.

## Auszeichnungen
- 2011 wurde Nikutta von der Wirtschaftszeitung Financial Times Deutschland in die Liste der „25 Top-Business-Frauen“ aufgenommen.
- 2012 erhielt sie den Preis „Mestemacher Managerin des Jahres“ der Großbäckerei Mestemacher.[31]
- 2017 erhielt sie den Berliner Frauenpreis „für ihr konsequentes und erfolgreiches Engagement für Frauenförderung und Gleichstellung bei den Berliner Verkehrsbetrieben (BVG)“.[32]